# Cunina
Dans la mythologie romaine, Cunina était une indigète qui prenait soin des enfants au berceau.
La mythologie romaine primitive s'attachait à décrire les liens et les interactions entre les dieux et les hommes. Dans cette mesure, les Romains maintenaient une vaste sélection de divinités avec des domaines d'autorité inhabituellement spécifiques. Un sous-groupe de déités couvrait le royaume général de la petite enfance et de l'enfance. Dans ce domaine, Cunina était appelée comme gardienne générale et déité tutélaire du berceau et protectrice de la nurserie.
Cunina est mentionnée par Augustin d'Hippone (saint Augustin), De civitate Dei (La Cité de Dieu), 4, 21. Dans ce passage, il souhaite clairement ridiculiser le paganisme.
- « Quid necesse erat Opi deae commendare nascentes, deo Vaticano uagientes, deae Cuninae iacentes, deae Ruminae sugentes, deo Statilino stantes, deae Adeonae adeuntes, Abeonae abeuntes; deae Menti, ut bonam haberent mentem, deo Volumno et deae Volumnae, ut bona uellent; diis nuptialibus, ut bene coniugarentur, diis agrestibus, ut fructus uberrimos caperent, et maxime ipsi diuae Fructeseae; Marti et Bellonae, ut bene belligerarent, deae Victoriae, ut uincerent; deo Honori, ut honorarentur, deae Pecuniae, ut pecuniosi essent, deo Aesculano et filio eius Argentino, ut haberent aeream argenteamque pecuniam ? »[4].
- « Était-il besoin de recommander à la déesse Opis l’enfant qui naît, au dieu Vaticanus l’enfant qui vagit, à la déesse Cunina l’enfant au berceau, à la déesse Rumina l’enfant qui tète, au dieu Statilinus les gens qui sont debout, à la déesse Adéona ceux qui nous abordent, à la déesse Abéona ceux qui s’en vont ? Pourquoi fallait-il s’adresser à la déesse Mens pour être intelligent, au dieu Volumnus et à la déesse Volumna pour posséder le bon vouloir, aux dieux des noces pour se bien marier, aux dieux des champs et surtout à la déesse Fructesea pour avoir une bonne récolte, à Mars et à Bellone pour réussir à la guerre, à la déesse Victoire pour être victorieux, au dieu Honos pour avoir des honneurs, à la déesse Pécunia pour devenir riche, enfin au dieu Asculanus et à son fils Argentinus pour avoir force cuivre et force argent ? ».